# Oscar Cesare
Oscar Edward Cesare (* 7. Oktober 1883 in Linköping; † 25. Juli 1948 in Stamford) war ein US-amerikanischer Karikaturist und Journalist schwedischer Herkunft.

## Leben
Er war das vierte Kind von Carl Johan Cesare und Carolina Pehrsdotter. Er hatte einen Bruder Claes und zwei Schwestern.
Oscar Edward Cesare studierte Kunst in Paris, emigrierte dann 1901 nach Buffalo und Chicago, wo er für unterschiedliche Zeitungen arbeitete. 1911 zog er nach New York City, wo er zum ersten Mal politische Karikaturen von ihm in The World. Er nahm an der Armory Show 1913 teil, der ersten großen Ausstellung modernistischer Kunst in den Vereinigten Staaten. Er schrieb in den folgenden Jahren für unterschiedliche Zeitungen und Magazine, darunter The Century, The New York World, The New Yorker und Fortune. Während des Ersten Weltkrieges erschienen Cesares Zeichnungen von Schiffen und Schlachten in der New York Times. Weitere Karikaturen erschienen in dem 1916 veröffentlichten Buch 'One Hundred Cartoons'.
Von 1920 an veröffentlichte er regelmäßig Beiträge im Sonntagsmagazin der New York Times. Neben Karikaturen zeichnete er auch Porträtskizzen prominenter Persönlichkeiten aus Literatur, Politik und Kultur, wie Joseph Conrad, Sinclair Lewis und Ethel Rosenberg. Besonders Interesse hatte er auch am Theater, deswegen sind auch viele Karikaturen von ihm von Persönlichkeiten des Theaters bekannt, wie zum Beispiel Sarah Bernhardt, Ethel Barrymore, Alla Nazimova, Richard Mansfield, E. H. Sothern und Arnold Daly. Oft erschienen die von ihm gezeichneten Porträts auch neben Interviews, die Cesare selbst führte – darunter auch Orville Wright, Benito Mussolini und Wladimir Lenin. Im Oktober 1922 besuchte er den Kreml in Moskau, wo er Zeichnungen von Lenin und Trotzki anfertigte.
Er heiratete Margaret Porter, Tochter des Schriftstellers O. Henry (William Sydney Porter, 1862–1910). Sie ließen sich im Jahre 1916 scheiden. Er heiratete 1927 Ann (Valentine) Kelley, mit ihr hatte sie einen Sohn, Valentine.
Nach langer Krankheit verstarb er schließlich in seinem Haus in Stamford. Sein Körper wurde eingeäschert.